# Red Earth (jeu vidéo)
Pour les articles homonymes, voir Red Earth.
Red Earth (War-Zard (ウォーザード) au Japon) est un jeu de combat développé et édité par Capcom en novembre 1996 sur CP System III. Il s'agit du premier jeu développé sur ce système d'arcade et le premier jeu de l'histoire de Capcom sur support CD-ROM,.
Comme la plupart des autres jeux CPS3, Red Earth n'a pas connu un succès considérable. Il était ainsi difficile de le trouver en dehors du Japon.

## Synopsis
En l'an 1999, quatre héros font face à des monstres mythiques dirigés par Scion (Valdoll au japon), afin de les empêcher de détruire le monde.

## Système de jeu
Quatre personnages et deux modes de jeu sont disponibles :
- En mode versus, deux joueurs peuvent s'affronter avec l'un des quatre personnages ;
- En mode quest, le joueur doit choisir l'un des quatre personnages pour affronter les huit différents boss du jeu.

Red Earth comporte un système de mot de passe permettant au joueur de sauvegarder sa progression dans le jeu. À la manière d'un jeu de rôle, les personnages peuvent en effet accumuler des points d'expérience leur permettant d'obtenir de nouveaux pouvoirs.

## Personnages
De nombreux personnages issus de Red Earth apparaissent dans d'autres jeux : Leo, Kenji, Hauzer et Hydron dans Capcom Fighting Jam, Tessa dans Pocket Fighter et SNK vs. Capcom: SVC Chaos. Mai-Ling est le seul personnage sélectionnable à n'apparaître dans aucun autre jeu.

### Personnages jouables
- Tessa : une sorcière qui excelle dans l'utilisation de la magie
- Leo : un guerrier mi-homme, mi-lion
- Kenji : un hybride ninja / samouraï
- Mai-Ling : une combattante qui fait du Kung-fu enflammé

### Boss
- Blade
- Gigi
- Hauzer
- Hydron
- Kongou
- Lavia
- Ravange
- Scion (Valdoll au japon)